# Dブロック元素
Dブロック元素とは、鉄族、銅族などの遷移元素の総称。DブロックのDは、英語のdiffuseに由来する。亜鉛族元素は典型元素であるが、このブロックに含まれている。d軌道にどのように電子が配置されるかが、Dブロック元素の物性を決定している。
- 第4周期
スカンジウム (Sc)、チタン (Ti)、バナジウム (V)、クロム (Cr)、マンガン (Mn)、鉄 (Fe)、コバルト (Co)、ニッケル (Ni)、銅 (Cu)、亜鉛 (Zn)
- 第5周期
イットリウム (Y)、 ジルコニウム (Zr)、ニオブ (Nb)、モリブデン (Mo)、テクネチウム (Tc)、ルテニウム (Ru)、ロジウム (Rh)、パラジウム (Pd)、銀 (Ag)、 カドミウム (Cd)
- 第6周期
ルテチウム (Lu) 、ハフニウム (Hf)、タンタル (Ta)、タングステン (W)、レニウム (Re)、オスミウム (Os)、イリジウム (Ir)、白金 (Pt)、金 (Au)、水銀 (Hg)
- 第7周期
ローレンシウム (Lr) 、ラザホージウム (Rf)、ドブニウム (Db)、シーボーギウム (Sg)、ボーリウム (Bh)、ハッシウム (Hs)、マイトネリウム (Mt)、ダームスタチウム (Ds)、レントゲニウム (Rg)、コペルニシウム (Cn)

ランタン、ルテチウム、アクチニウム、ローレンシウムなどはFブロック元素とされる場合もある。